# 荒岩亀之助
荒岩 亀之助（あらいわ かめのすけ、1871年4月18日（明治4年2月29日） - 1920年（大正9年）9月3日）は、鳥取県（現西伯郡大山町）出身の大相撲力士。本名は山崎 徳三郎（やまざき とくさぶろう）。最高位は大関。陣幕部屋（大坂）、尾車部屋（東京）に所属した。

## 来歴
1871年4月18日（旧暦2月29日）に木こりの二男として生まれる。子供の頃から家業を手伝っていたので自然に足腰や腕力が鍛え上げられ、相撲も好きだったので土地相撲で強豪力士として活躍した。そんな徳三郎少年を見出した大坂相撲の関係者からスカウトされ、1891年に陣幕部屋（大坂相撲）へ入門、「真竜」の四股名で初土俵を踏んだ。しかし、ある時に銭湯で兄弟子の背中を流していたところ、「流し方が悪い」と殴られたことに立腹し、すぐに大坂相撲を脱退すると同時に上京、大戸平廣吉が親方として経営する尾車部屋（東京相撲）へ入門、1894年1月場所において三段目付出で東京相撲での初土俵を踏んだ。
従来からある力士としての素質と猛稽古で磨きをかけ、入門から僅か2年後の1896年5月場所に新十両昇進、同時に四股名を「荒岩」と改名した。十両は僅か1場所というスピード出世で、1897年1月場所で新入幕を果たした。新入幕の場所ではいきなり小錦八十吉（初代）を破って7勝1敗1分の好成績を挙げると、翌場所も小錦を撃破するなど「小錦キラー」として活躍した。それによって番付も1898年1月場所では小結、同年5月場所では関脇とトントン拍子で出世していき、前頭筆頭に陥落した2場所を挟んで7年半にわたって三役の座を守り続けた。
当時は優勝額掲額制度の導入前だったが、優勝相当成績を入幕2場所目から1901年5月場所までの4年・8場所の間に4度記録している。
1901年5月、1902年1月と大関朝汐、1904年1月27連勝中の横綱常陸山を破るなど大関レベルの力があったが、それにも関わらず大関昇進が果たせなかったのは、梅ヶ谷藤太郎（2代）・大砲万右エ門が上位に存在していたこともあるが、当時は「小柄な力士は大関に相応しくない」という考えが根強かったことが不利に働いたとされている。
荒岩の大関昇進は1905年5月場所、國見山悦吉と同時昇進だった。小結から関脇を通り越しての昇進だったが、1904年1月場所において、「梅常陸時代」として明治時代後期の相撲黄金期の主役とされる梅ヶ谷藤太郎（2代）・常陸山谷右エ門が横綱に同時昇進、それによって大関が空位となって4場所目のことだった。新大関の場所では9戦全勝（当時の幕内力士は千秋楽（10日目）に出場せず）で5度目の優勝相当成績を挙げたが、以後は持病のリウマチが悪化したため急速に衰え、1909年1月場所を最後に現役を引退した。引退後は年寄・花籠（8代）を襲名し、弟子の育成に努め勝負検査役も務めたが、1920年9月3日、悪性の腸カタルから心臓マヒを起こし巡業中の船内で49歳で死去。

## 人物
小兵ながら腕力・足腰が共に強く、機敏で激しい千変万化の取り口を見せた。それゆえ突っ張り・筈押しの力は強烈で、出足・引き足も自由自在、さらに繰り出す技も多彩で、とりわけ蹴手繰りは相手の出足を中へ蹴り込んでから体勢を崩し、その瞬間に激しく両手で叩き込む峻烈さが天下一品だったと言われる。俊敏で激しい取り口は横綱級の強さだったが、当時は横綱が充実していた上に、前述のように「体格の小さい者は大関に相応しくない」との根強い考えに加えて、持病のリューマチが影響して横綱昇進を果たせなかった。それでも端整な男性的容貌で風格があり、土俵度胸や仕切り姿が立派で多くの女性から人気があった。
横綱昇進を果たせなかった悲運はあるが、荒岩は間違いなく明治時代後期の東京相撲を代表する力士の一人である。同時期の関脇・逆鉾与治郎と共に名人ぶりを謳われ、その強さは「摩利支天の再来」と讃えられたほどである。大坂相撲で活躍していた両國梶之助と共に「東西の両岩」と称された。
鳥取県出身の大関は、1967年の琴櫻傑將（のち第53代横綱）まで現れず、2008年現在も荒岩・琴櫻の2人のみである。また、「荒岩」の四股名を名乗ったのは若ノ海周治（1957年1月場所から7場所に渡って「荒岩」を名乗る）まで5人が確認されているが、若ノ海以外の4人全員が鳥取県出身である。

## エピソード
- 尾車部屋で過ごしていたある日の朝、稽古上がりに尾車から「おい、『アッサリ』を買って来いや」と皿と金を渡された。しかし、荒岩はアッサリが何なのか判らなかったため、色々考えた挙げ句に「『あっさり』した食べ物」と判断し、選りに選って尾車が最も嫌いなラッキョウを沢山買ってきてしまった。これに激怒した尾車から皿ごと叩きつけられたうえに殴られ、さらに破門させられそうになったが、大坂相撲を脱退したばかりだったために大阪へ戻るに戻れないので必死に詫び、先輩や同僚も取り成してくれて破門されずに済んだと伝わる。
- 按摩に揉んでもらった時に「指先だけの仕事じゃありません。こうして腰を入れて両脇を締めて揉むものです」と言われ、「相撲は腰」と悟ったと伝わる。
- 1904年1月場所の常陸山との一番は柳橋の名妓お鯉を賭けての対決であった。
- 温厚な性格で、成田山の不動明王を熱心に信仰した。
- 1898年の秋に東西合併大相撲で、賭博を開帳したとして勾引され、一審と二審は有罪だったが1899年の大阪地方裁判所での公判は無罪とされた。

## 主な成績
- 通算幕内成績：120勝29敗10分3預88休 勝率.805
- 幕内在位：25場所
- 優勝相当成績：5回（1897年5月場所、1889年5月場所、1900年5月場所、1901年5月場所、1905年5月場所）
- 金星：3個（小錦八十吉（初代）2個、常陸山谷右エ門1個）

### 場所別成績
| 1894年 （明治27年） | 三段目付出 –                        | 西三段目26枚目 –      |
| 1895年 （明治28年） | 西三段目10枚目 –                    | 西幕下16枚目 –        |
| 1896年 （明治29年） | 西幕下2枚目 3–1 1預2分 （対十両戦） | 西十両筆頭 8–1 1分    |
| 1897年 （明治30年） | 西前頭8枚目 7–1–1 1分               | 西前頭3枚目 6–1–1 2分 |
| 1898年 （明治31年） | 西小結 7–1–1 1預                    | 西関脇 6–2–1 1分      |
| 1899年 （明治32年） | 西関脇 0–0–10                       | 西小結 8–1–1          |
| 1900年 （明治33年） | 西関脇 4–2–4                        | 西関脇 9–0–1          |
| 1901年 （明治34年） | 西関脇 4–5–1                        | 東小結 8–1–1          |
| 1902年 （明治35年） | 東関脇 5–4–1                        | 東関脇 3–1–6          |
| 1903年 （明治36年） | 東小結 1–1–8                        | 東前頭筆頭 4–3–3      |
| 1904年 （明治37年） | 東前頭筆頭 6–1–1 1預1分             | 東小結 4–0–5 1預      |
| 1905年 （明治38年） | 東小結 8–0–1 1分                    | 西大関 9–0–1          |
| 1906年 （明治39年） | 西大関 1–1–8                        | 西大関 2–0–8          |
| 1907年 （明治40年） | 東張出大関 6–2–1 1分                | 東張出大関 4–1–5      |
| 1908年 （明治41年） | 東張出大関 5–1–2 2分                | 東張出大関 3–0–6 1分  |
| 1909年 （明治42年） | 西大関 引退 0–0–10                  | x                     |
| 各欄の数字は、「勝ち-負け-休場」を示す。 優勝 引退 休場 十両 幕下 三賞：敢=敢闘賞、殊=殊勲賞、技=技能賞 その他：★=金星 番付階級：幕内 - 十両 - 幕下 - 三段目 - 序二段 - 序ノ口 幕内序列：横綱 - 大関 - 関脇 - 小結 - 前頭（「#数字」は各位内の序列） |                                     |                       |

- この時代は、幕内力士は千秋楽（10日目）には取組が組まれず、出場しないのが常態であったので、各場所の休場1はそれに該当するものであり、実質的には9日間で皆勤である。
- 幕下以下の地位は小島貞二コレクションの番付実物画像による。また当時の幕下以下の星取や勝敗数等の記録については2024年現在相撲レファレンス等のデータベースに登録がなく、記録が現存しない場所がある可能性があるため、幕下以下の勝敗数等は暫定的に対十両戦の分のみを示す。

優勝相当成績が5回、幕内の通算勝率も8割を越えており、「梅常陸時代」の一方の雄・常陸山谷右エ門とは対戦成績が2勝4敗。常陸山から2勝以上した力士は梅ヶ谷の他に太刀山峯右エ門・鳳谷五郎の両横綱が並ぶことからも、荒岩の力量が推し量れる。そのうち1勝は、1904年1月場所6日目に記録したものだが、常陸山はこれ以前に1902年1月場所9日目の梅ヶ谷藤太郎戦で敗れてから27連勝しており、しかもその後、1907年5月場所6日目の太刀山峰右エ門戦に敗れるまで32連勝を記録しているため、荒岩が不在だったら60連勝を達成していたことになる。